# 沙克爾頓灣
沙克爾頓灣（英語：Shackleton Inlet），是南極洲的海灣，位於沙克爾頓海岸，處於威爾森角和利特爾頓角之間，寬約16公里，在1902年12月由羅伯特·斯科特發現，現時由南極條約體系管理。
82°19′S 164°00′E / 82.317°S 164.000°E